# Il vendicatore silenzioso
Il vendicatore silenzioso (Smoky) è un film statunitense del 1946 diretto da Louis King.
Il film si basa sul libro Smoky the Cowhorse (1926) di Will James.